# Rokitno Szlacheckie (gmina)
Rokitno Szlacheckie (także Rokitno-Szlacheckie; od 1948 Łazy) – dawna gmina wiejska istniejąca w latach 1867–1947. Początkowo siedzibą władz gminy było Rokitno Szlacheckie, a po II wojnie światowej wieś Łazy.

## Królestwo Polskie
Gmina Rokitno Szlacheckie powstała 1 stycznia?/13 stycznia 1867 w związku z reformą gminną w Królestwie Polskim. Należała do powiatu będzińskiego w guberni piotrkowskiej. Gmina była przedzielona na pół Koleją Warszawsko-Wiedeńską.

## Okupacja austriacko-niemiecka
W czasie I wojny światowej (1915–19) gminę Rokitno Szlacheckie przecięła granica delimitacyjna wzdłuż Kolei Warszawsko-Wiedeńskiej pomiędzy niemieckim a austriackim okupantem.
Część austriacką (liczącą w 1916 roku 6154 mieszkańców) włączono do nowo utworzonego powiatu dąbrowskiego, zachowując gminę o nazwie Rokitno Szlacheckie , a obejmującą już tylko miejscowości Głazówka, Grabowa, Hutki-Kanki. Młynek. Niegowonice, Niegowoniczki, Rokitno Szlacheckie oraz zasadniczą, wschodnią część Łaz. Część niemiecką (liczącą w 1916 roku 5561 mieszkańców) okupant przekształcił 27 lutego 1915 w gminę Wysoka w powiecie będzińskim, składającą się z miejscowości położonych na zachód od Kolei Warszawsko-Wiedeńskiej, czyli: Bugaj, Chruszczobród, Ciągowice, Kuźnica, Turza, Wiesiółka i Wysoka oraz mniejsza, zachodnia część Łaz, która utworzyła odrębną miejscowość.

## Polska
Po wojnie władze polskie zlikwidowały gminę Wysoka, reintegrując ją z gminą Rokitno Szlacheckie. Na początku okresu międzywojennego gmina Rokitno Szlacheckie należała do powiatu będzińskiego w woj. kieleckim. 1 stycznia 1927 roku gmina weszła w skład nowo utworzonego powiatu zawierciańskiego w tymże województwie.
Po wojnie gmina przez bardzo krótki czas zachowała przynależność administracyjną, lecz już 18 sierpnia 1945 roku została wraz z całym powiatem zawierciańskim przyłączona do woj. śląskiego. 1 stycznia 1948 roku gmina została zniesiona, po czym z jej obszaru utworzono gminę Łazy z siedzibą w Łazach.
Nie mylić z gminą Rokitno (Rządowe).